# Strathmore (Alberta)
Srathmore est une ville (town) située le long de la route Transcanadienne dans le Sud de l'Alberta au Canada dans le comté de Wheatland. Elle se situe à environ 40 km à l'est de Calgary[réf. nécessaire].

## Démographie
| 2001  | 2006   | 2011   | 2016   |
| ----- | ------ | ------ | ------ |
| 7 621 | 10 225 | 12 305 | 13 756 |